# 19303 Chinacyo
19303 Chinacyo este o planetă minoră (asteroid) din centura de asteroizi. A fost descoperită pe 5 octombrie 1996 la Kitami de Kin Endate. 
Obiectul prezintă o orbită caracterizată de o semiaxă mare de 2,4195106 UAi, o excentricitate de 0,21, o înclinație de 3,8104 ° în raport cu ecliptica.